# Liolaemus punmahuida
Liolaemus punmahuida är en ödleart som beskrevs av  Avila PEREZ och MORANDO 2003. Liolaemus punmahuida ingår i släktet Liolaemus och familjen Tropiduridae. Inga underarter finns listade i Catalogue of Life.